# Del rigor en la ciencia
"Del rigor en la ciencia" es un cuento corto compuesto de solo un párrafo escrito por Jorge Luis Borges, acerca de la relación mapa-territorio, escrito en la forma de una falsificación literaria.

## Trama
La historia elabora un concepto encontrado en Silvia y Bruno de Lewis Carroll: un mapa ficticio que tenía una escala de "una milla por milla". Uno de los personajes en la historia de Carroll hace notar varias de las dificultades prácticas con el mapa y asegura que "ahora usamos el país mismo como su propio mapa, y [le] aseguro que funciona casi igual de bien". 
La historia de Borges, citada ficcionalmente como de "Suárez Miranda, Viajes de varones prudentes, Libro IV, cap. XLV, Lérida, 1658", imagina un imperio en el que la ciencia de la cartografía se vuelve tan exacta que sólo un mapa a escala del imperio mismo será suficiente: "las Generaciones Siguientes entendieron que ese dilatado Mapa era inútil y no sin impiedad lo entregaron a las inclemencias del Sol y los Inviernos. En los desiertos del Oeste perduran despedazadas Ruinas del Mapa, habitadas por Animales y por Mendigos".

## Historia de publicación
La historia fue publicada por primera vez en la edición de marzo de 1946 de Los Anales de Buenos Aires, año 1, núm. 3 como parte de una pieza llamada "Museo" bajo el nombre B. Lynch Davis, un seudónimo usado en conjunto entre Borges y Adolfo Bioy Casares; dicha pieza fue citada como la obra de "Suarez Miranda". Fue compilada después en el mismo año en la segunda edición de 1946 de Historia universal de la infamia de Borges. Ya no se incluye en las ediciones posteriores de Historia universal de la infamia, ya que ha sido parte de El hacedor desde 1961.
Los nombres "B. Lynch Davis" y "Suarez Miranda" serían combinados posteriormente en 1946 para formar otro seudónimo, B. Suarez Lynch, bajo el cual Borges y Bioy Casares publicaron Un modelo para la muerte, una antología de ficción detectivesca.